# Eraño Manalo

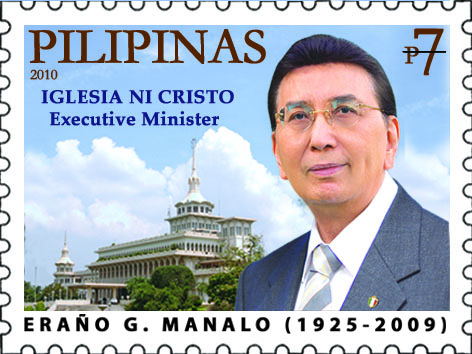
Eraño Manalo

Eraño de Guzman Manalo (Quezon City, 2 januari 1925 - Quezon City, 31 augustus 2009), ook wel bekend als Ka Erdy was van 1963 tot zijn dood de leider van de Iglesia ni Cristo. Hij nam de leiding van de kerk over van zijn vader en oprichter van de kerk, Felix Manalo en was verantwoordelijk voor de internationale expansie van Iglesia ni Cristo. Voor 1963 vervulde hij diverse andere functies binnen de kerk.
Eraño Manalo was het vijfde kind van Felix Manalo en diens tweede vrouw Honorata de Guzman. Zijn vader had in 1914 de kerk Iglesia ni Christo (INC) opgericht en onder zijn leiding nam het aantal volgelingen van dit kerkgenootschap gestaag toe. Eraño volgde vanaf zijn 16e een opleiding voor voorganger (minister) in de INC. Hoewel hij ook nog een rechtenstudie begon, brak hij deze op zijn 22e af om voorganger te worden in INC.
Manalo overleed op 84-jarige leeftijd aan de gevolgen van een hartstilstand.